# 黄兴维
黄兴维（1953年5月—2011年10月25日），男，汉族，河南固始人，中华人民共和国政治人物，曾任南阳市人民政府市长，中共南阳市委书记，第九届全国人大代表。

## 生平
2001年6月，中国科学技术协会第六次全国代表大会召开，并选举其出任第六届全国委员会常务委员。